# دختر در زیرزمین
دختر در زیرزمین (به انگلیسی: Girl in the Basement) فیلمی ۸۸ دقیقه ای در ژانر جنایی و مهیج محصول سال ۲۰۲۱ آمریکا است. فیلم را الیزابت رم کارگردانی کرده‌است و سناریوی آن را نیز باربارا مارشال نگاشته‌است. بازیگرانی بزرگ چون استفانی اسکات، جاد نلسن و جولی فیشر و اما مایرز در این فیلم به ایفای نقش پرداخته‌اند.
دختر در زیرزمین با الهام از پرونده فریتسل ساخته شده‌است

## داستان
سارا (با بازی استفانی اسکات) دختری است در آستانهٔ هجده سالگی که در برابر رفتار کنترل‌گرانهٔ پدرش دان (با بازی جاد نلسن) سرکشی کرده و دائم تهدید می‌کند که پس از اینکه هجده ساله شد از خانه خواهد گریخت. دان در روزی که مادر و خواهر بزرگتر سارا در خانه نیستند او را به بهانه‌ای به پناهگاهی مخفی در زیرزمین خانه کشانده و او را زندانی می‌کند. زندانی‌ای توأم با تجاوز که به تولد چهار بچه که یکی از آنها میمیرد در فیلم می‌انجامد و دو دهه هم به‌درازا می‌کشد.( در واقعیت هفت بچه متولد میشود و بچه اول بخاطر بیماری در کما میرود کلیه هاش از کار می افتند این بچه علت آزادی مادر و خواهر برادرانش شد...)